# Paso Yobai
Paso Yobai è un centro abitato del Paraguay, situato nel Dipartimento di Guairá. Forma  uno dei 17 distretti in cui è diviso il dipartimento.

## Popolazione
Al censimento del 2002 la località contava una popolazione urbana di 1.637 abitanti (20.575 nel distretto, il più esteso del dipartimento).